# Холопова, Валентина Николаевна
Валенти́на Никола́евна Холо́пова (14 декабря 1935, Рязань — 12 мая 2025, Москва) — советский и российский музыковед, музыкальный педагог, доктор искусствоведения (1985), профессор Московской государственной консерватории имени П. И. Чайковского, заведующая кафедрой междисциплинарных специализаций музыковедов МГК им. П. И. Чайковского, где вела специальный курс теории музыкального содержания, член Союза композиторов СССР (РФ), заслуженный деятель искусств РФ (1995). Сестра Ю. Н. Холопова.

## Творческая биография
С 1959 года преподавала в училище им. Гнесиных (сольфеджио, анализ музыкальных произведений). В 1962—1963 годах преподавала в Горьковской консерватории им. Глинки. Среди учеников — И. Стоянова (Крыстева), О. И. Захарова, И. Е. Лозовая, М. Н. Лобанова. Выступала с лекциями по проблемам теории музыки во многих городах СССР.
Умерла 12 мая 2025 года в возрасте 89 лет. Похоронена в Москве на Троекуровском кладбище (участок 5).

## Почётные звания, титулы, награды и премии
- Премия министерства высшего и среднего образования СССР (1980) — за книгу «Русская музыкальная ритмика»
- Премия имени Белы Бартока, Венгрия (1981) — за книгу «Вопросы ритма в творчестве композиторов XX в.»
- Премия имени Б. В. Асафьева (1991) — за книгу «Альфред Шнитке», совм. с Е. И. Чигаревой)
- Заслуженный деятель искусств Российской Федерации (27 января 1995) — за заслуги в области искусства
- Награда «Книга года» (2003) — за книгу «Композитор Альфред Шнитке», присуждена «Книжным обозрением»
- Медаль «Честь и польза» (Международный благотворительный фонд «Меценаты столетия») (2006);
- Орден Дружбы (2006);
- Титул «Персона года» по версии газеты «Музыкальное обозрение» (2008);
- Диплом «Золотая кафедра России» (2010);
- Заслуженный деятель науки и образования (2010);
- Диплом «Основатель научной школы» (РАЕ) (2011);
- Академик Российской академии естествознания (РАЕ) (2011);
- Премия Правительства РФ в области культуры (2011);
- Почётный диплом и золотая медаль Европейской научно-промышленной палаты. (2012)[4].

## Основные работы
- Фортепианные сонаты Прокофьева. Совм. с Ю. Холоповым. М. Музгиз 1961. 88 с.
- Вопросы ритма в творчестве композиторов первой половины XX века. М. Музыка 1971. 304 с.
- Фактура. М. Музыка 1979. 88 с.
- Музыкальный ритм. М. Музыка 1980. 72 с.
- Русская музыкальная ритмика. М. Советский композитор 1983. 281 с.
- Музыкальный тематизм. М. Музыка 1983. 88 с.
- Мелодика. М. Музыка 1984. 90 с.
- Антон Веберн. Жизнь и творчество. Совм. с Ю. Н. Холоповым. М. Советский композитор 1984. 320 с.
- Альфред Шнитке. Совм. с Е. Чигаревой. М. Советский композитор 1990. 351 с.
- Музыка как вид искусства. Ч. 1. М. Печатник 1990. 140 с.
- Музыка как вид искусства. Ч. 2. М. Печатник 1991. 122 с.
- Музыка как вид искусства. Ч. 1-2. М. НТЦ Консерватория 1994. 261 с. 2-е изд.
- София Губайдулина. Путеводитель по произведениям. М. НТЦ Консерватория 1992. 32 с. 1-е изд.; М. Композитор 2001. 56 с. 2-е, дополненное изд.
- София Губайдулина. С интервью С. Губайдулиной / Э. Рестаньо. М. Композитор 1996. 329 с.
- Музыка Веберна. Совм. с Ю. Н. Холоповым. М. Композитор 1999. 367 с.
- Формы музыкальных произведений. Учебное пособие для музыкальных вузов. СПб. Лань 1999. 490 с. 1-е изд.; 2001. 2-е изд.
- Путь по центру. Композитор Родион Щедрин. М. Композитор 2000. 320 с.
- Музыка как вид искусства. Учебное пособие. СПб. Лань 2000. 320 с. 3-е изд., 2002 4-е изд.320 с.
- Теория музыки: Мелодика. Ритмика. Фактура. Тематизм. СПб. Лань. 2002. 368 с.
- Музыкальное содержание: наука и педагогика. Материалы 1 Российской научно-практической конференции 4—5 декабря 2000 г., Москва. *Редактор-составитель В. Н. Холопова. Москва-Уфа. РИЦ УГИИ 2002. 146 с.
- Специальное и неспециальное музыкальное содержание. М. Прест, 2002. 32 с.
- Область бессознательного в восприятии музыкального содержания. М. Прест, 2002. 24 с.
- Композитор Альфред Шнитке. 1-е изд. — Челябинск. Аркаим, 2003. 256 с.; 2-е изд. — М. Композитор, 2008. 230 с.
- Владимир Спиваков. Москва: Музыка, 2004. 48 с.
- Музыкальное содержание. Методическое пособие для педагогов детских музыкальных школ и детских школ искусств. М. Научно-методический центр по художественному образованию при Министерстве культуры РФ, 2005. 67 с. В соавторстве с Н. В. Бойцовой и Е. М. Акишиной.
- Неоевропоцентризм: музыкальная культура на рубеже тысячелетий. Книга 1. Соавторы: Л. Канарис, Е. Маркова, С. Таранец. Одесса. Астропринт 2006. 164 с.
- София Губайдулина. Монография. Интервью Энцо Рестаньо — София Губайдулина. Второе дополненное издание. М. Композитор, 2008. 400 с.
- Алексей Любимов. М. Композитор, 2009.
- Но и мелодия — любовь. Владимир Спиваков. Москва: Альтекс, 2010. 113 с.
- Музыкальные эмоции. Пособие для музыкальных вузов и вузов искусств. Москва, 2010. 175 с.